# Моралес, Мануэль
Мануэль Моралес (исп. Manuel Morales; 1810, Лима, вице-королевство Перу — ?) — перуанский политический и государственный деятель, исполняющий обязанности премьер-министра Перу (5 октября 1887 — 8 ноября 1887), юрист, судья, прокурор и членом Верховного суда, дипломат.

## Биография
Окончил колледж в Лиме. Учительствовал. С 1841 года работал в государственной администрации, занимал ведущие должности в Министерстве народного просвещения, благотворительности и церковных дел, Министерстве юстиции, полиции и общественных работ, Министерстве иностранных дел, юстиции и церковных дел (1852) Перу. В 1856 году был временным членом Верховного суда Лимы.
В 1858—1859 годах занимал пост министра культов и общественных работ Перу. Руководил Министерством иностранных дел с января по март 1859 года. В том же году оставил МИД и был направлен Чрезвычайным и полномочным послом в Эквадор.
С 1860 по 1862 год — министр правительства, внутренних дел и общественных работ Перу. Прокурор Верховного суда Лимы (1869).
С 5 октября 1887 по 8 ноября 1887 года исполнял обязанности премьер-министра Перу при президенте Андресе Авелино Касересе.
В правительстве Мариано Игнасио Прадо работал министром юстиции, просвещения и культов (с июня 1877 по июнь 1878) и временным министром иностранных дел (март 1878).